# Emarosa
Emarosa (uitspraak: 'emma-RO-sa') is een zeskoppige post-hardcoreband uit Lexington, Kentucky, Verenigde Staten. De band is opgericht in 2006.

## Bezetting
Huidige leden
- ER White – leidende gitaar, slaggitaar (2006–heden))
- Bradley Walden – leidende vocalen (2013–heden)
- Matthew Marcellus - slaggitaar, achtergrondvocalen (2014–heden) (voorheen lid van This or the Apocalypse)
- Robert Joffred – bas, achtergrondcocalen (2018–heden)

Voormalige leden
- Chris Roberts - leidende vocalen (2006)
- Mike Bryant – slaggitaar (2006)
- Chris Roetter – leidende vocalen (2006-2007)
- Madison Stolzer – slaggitaar (2006–2007)
- Jonny Craig – leidende vocalen (2007–2011)
- Lukas Koszewski – drums (2006–2014)
- Jonas Ladekjaer – alaggitaar (2007–2014)
- Will Sowers – bas (2006–2016)
- Jordan Stewart – keyboards (2006-2018)

Tijdlijn

## Discografie
Studioalbums
- This Is Your Way Out (2006)
- Relativity (2008)
- Emarosa (2010)
- Versus (2014)
- 131 (2016)
- Peach Club (2019)
- Sting (2023)

Ep's
- This Is Your Way Out (2007)
- Versus Reimagined (2015)
- 131 Reimagined (2017)